# الدعارة في أوكرانيا

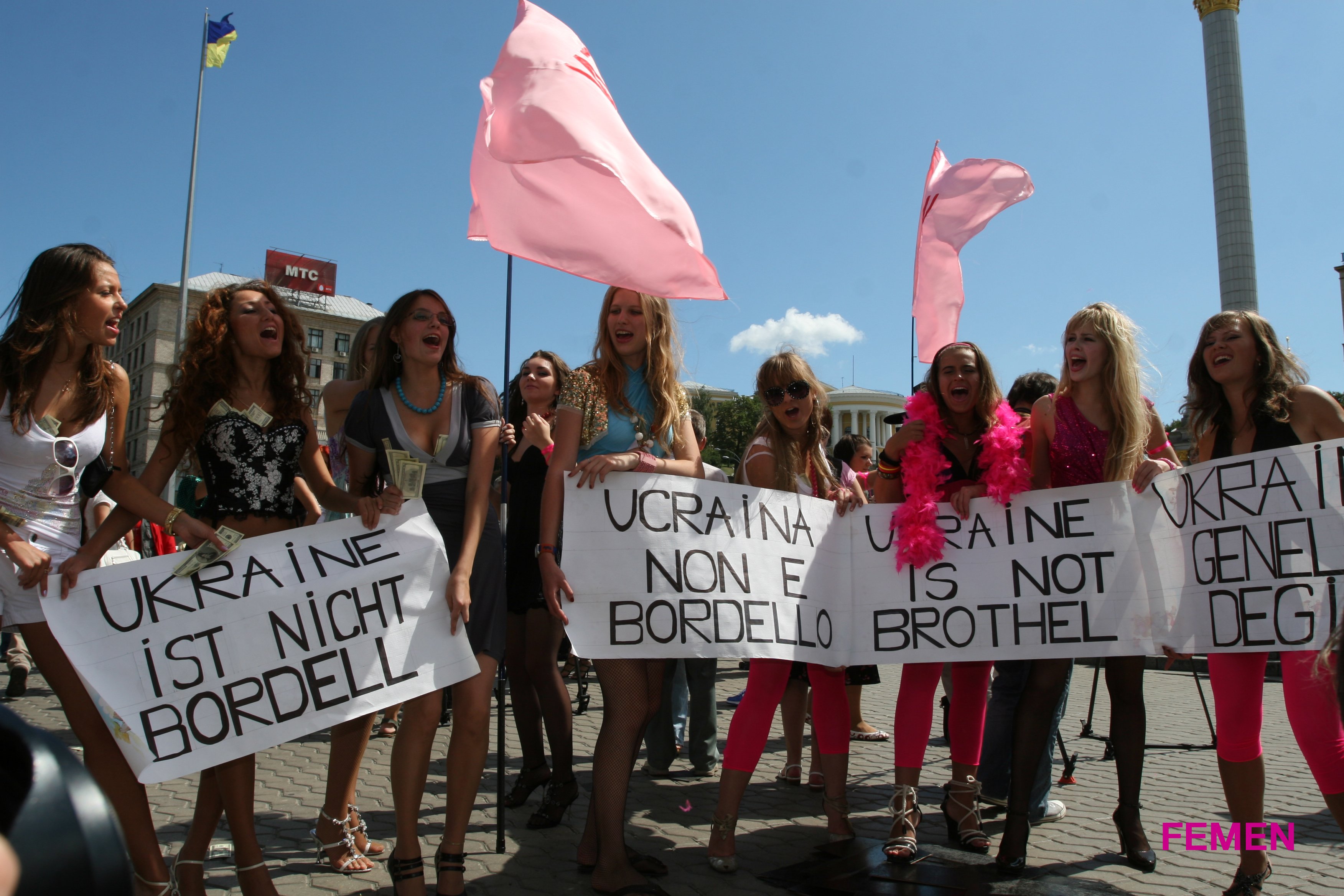
مظاهرة ضد الدعارة في أوكرانيا.

الدعارة في أوكرانيا غير قانونية لكنها منتشرة وتتجاهلها الحكومة إلى حد كبير. في الآونة الأخيرة، أصبحت أوكرانيا وجهة شهيرة للبغاء والاتجار بالجنس. تسبب تفكك الاتحاد السوفيتي ومحاولة الحكومة الإنتقال من اقتصاد مخطط مركزيا إلى اقتصاد السوق في صعوبات اقتصادية في البلاد، حيث دخل ما يقرب من 80٪ من السكان في حالة من الفقر في العقد الذي أعقب الاستقلال. كانت البطالة في أوكرانيا تتزايد بمعدل متزايد، مع ارتفاع معدل البطالة بين الإناث إلى 64٪ بحلول عام 1997. أجبر التدهور الاقتصادي في أوكرانيا الكثيرين على الاعتماد على الدعارة كمصدر رئيسي للدخل. وارتفعت السياحة الجنسية حيث اجتذبت أعدادًا أكبر من السياح الأجانب.